# ورزشگاه دیوید آباشیدزه
ورزشگاه دیوید آباشیدزه (به لاتین: David Abashidze Stadium) یک ورزشگاه در گرجستان است که در زستاپونی واقع شده‌است.